# كروا (نورد)
 كروا
نطق فرنسي: [kʁwa]  ( أنصت)
```
هي 
بلدية
 في 
مقاطعة
 
نورد
 تقع في شمال فرنسا. 
[
6
]
 تقع شمال شرق مدينة 
ليل
 حوالي 7كم (4.3 ميلا) من المركز.
```

المقر الرئيسي لشركة أوشان في كروا, وهي سلسلة من المتاجر الكبرى

## شعارات النبالة
قالب:Blazon-arms

## روابط خارجية
- الموقع الرسمي
 باللغة الفرنسية